# Lena Söderblom
Magda-Lena Elisabet Söderblom (født 24. oktober 1935 i Katarina kirkesogn i Stockholm) er en svensk skuespillerinde og instruktør, der har medvirket i mere end 25 film og tv-serier. Hun er datter af skuespilleren Åke Söderblom.

## Udvalgt filmografi
- Sommernattens smil (1955, ukrediteret)
- Frøken April (1958)
- Sovekammertyven (1959)
- Niklasons (tv-serie, 1965)
- Bil-professoren (1965)
- Frida och hennes vän (tv-serie, 1970)
- Jönssonligan & Dynamit-Harry (1982)
- Time out (tv-serie, 1982)
- Sidste dans (1993)
- Skærgårdsdoktoren (tv-serie, 1998)
- Kronprinsessen (tv-serie, 2006)
- Livet i Fagervik (tv-serie, 2008)